# Riflessioni di Robinson davanti a centoventi baccalà
Riflessioni di Robinson davanti a centoventi baccalà (Reflexiones de Robinsón ante un bacalao) è un romanzo breve dello scrittore spagnolo Manuel Vázquez Montalbán del 1995.
Il romanzo narra del naufragio di un vescovo su di un'isola deserta. L'uomo, convinto  viveur, riflette sul significato profondo della cucina, del gusto e dell'importanza del cibo nel comporre l'esperienza umana.

## Trama
(Manuel Vázquez Montalbán, Riflessioni di Robinson davanti a centoventi baccalà)
Il narratore, del quale non viene rivelato il nome, è un vescovo faccendiere che ha messo le sue capacità finanziarie al servizio del Vaticano a "maggior gloria" della Chiesa cattolica. Sofisticato gourmet durante i suoi molti viaggi di lavoro alterna gli appuntamenti d'affari con le frequentazioni nei migliori ristoranti del mondo. In uno di questi conosce Muriel, con la passione per la navigazione solitaria, diventandone l'amante nonché compagno di barca.
Quando i due si lasciano il vescovo prosegue le navigazioni in solitaria ma viene colto da una burrasca nei Caraibi facendo naufragio su quella che chiamerà "Hillary Island". Qui è costretto a nutrirsi con le risorse alimentari che l'isola gli mette a disposizione, incapace di accendere un fuoco. Su di un taccuino lascia ai posteri le sue riflessioni filosofiche sul cibo, sul digiuno, sulle passioni e sul sesso descrivendo l'influenza della cucina nell'evoluzione dell'uomo. Il mare porterà sull'isola una cassa contenente centoventi baccalà e, in attesa di riuscire ad accendere un fuoco per trasformare l'alimento in piatto d'alta cucina, il narratore si dilunga nella descrizione dei modi possibili per cucinare il pesce dalle molte possibilità riandando con la memoria alle sue vaste esperienze gastronomiche.

## Personaggi
Il narratoreVescovo in esubero, faccendiere per conto del Vaticano.
MurielNavigatrice solitaria, sposata, amante del narratore.

## Edizioni
- (ES) Manuel Vázquez Montalbán, Reflexiones de Robinsón ante un bacalao, in La gula, opere pittoriche commentate da Jean-Hubert Martin, Lumen, 1995, ISBN 978-84-264-2513-3.
- (ES) Manuel Vázquez Montalbán, Reflexiones de Robinsón ante un bacalao, Escritores Españoles de Hoy, n. 7, Difusión Directa Édera, 1998,  p. 95.
- Riflessioni di Robinson davanti a centoventi baccalà Manuel Vázquez Montalbán, traduzione di Hado Lyria, Frassinelli, 2000,  p. 98, ISBN 88-7684-616-6.